# Руква (озеро)
Руква — безстічне озеро в долині Руква на південному заході Танзанії, регіон Руква.

## Загальні дані
Розташоване в зоні сейсмічної активності, паралельно західній стороні Великої рифтової долини — рифт Альбертін. Озеро Руква знаходиться приблизно на півдорозі між озером Таньганьїка та Ньясою, висота над рівнем моря — середня 800 метрів, за величиною — четверте в Танзанії. Майже половина поверхні озера входить до складу природного резервату Уванда — північна частина, від 1997 року. Руква є безстічним солоним озером. Найближчим містом — за 72 км — є Сумбаванга, адміністративний центр регіону Руква. Адміністративно розташоване в регіонах Мбея і Руква.
На південному сході озеро обмежене хребтом Мбея, на заході — схилами ескарпів Уфіпа та Мбізі, що у висоту сягають понад 2,5 км. На північному сході знаходяться уривчасті скелі, гора Сандж сягає над 1,7 км.

Руква на мапі рифту

Через значні зміни припливу потоків висота озера над рівнем моря значно коливається, станом на 2007 рік довжина озера становила 180 км, ширина — 32 км. 1929 року довжина Рукви становила всього 48 км, 1939-го — 128 в довжину та 40 км завширшки. Інколи Руква може мати іще вищий рівень води і пов'язує Таньганьїку з озером Ньяса. Найбільша глибина південного басейну є 10-15 метрів, знаходиться в східній частині. Північна частина озера є мілководнішою, в посушливі сезони може повністю пересихати. Поміж басейнами озера в посушливий сезон знаходиться болото, глибина якого не перевищує 1 метра.
Серед впадаючих річок досить великими є Лупа, Сонгве та Чамбуа — беруть початок в горах Мбея, річка Рунгва впадає на півночі, Момба — на заході. Під час сезону дощів в озеро впадають чимало пересихаючих річок, у цей час озеро є єдиним басейном, при посушливому сезоні озеро через зниження рівня води є поділеним на дві частини.
У 1820-х роках озеро майже повністю пересохло, на місці Рукви була болотиста місцевість. Високий рівень води в Рукві фіксувався у 1937—1939 роках, а 1950-го майже повністю пересохло. 1980 року було зафіксовано найвищий рівень води.
Клімат Рукви є тропічний та вологий, з одним сезоном дощів — від жовтня до квітня. Середньорічна кількість опадів різниться — від 650 мм у південній частині басейну, 900 мм в північній, й до 2500 мм у високогір'ях Уфіпа.

## Відкриття озера європейцями
1858 року британські дослідники Річард Френсіс Бертон та Джон Геннінг Спік стають першими європейцями, котрі досягли області озера Руква. Дізналися про озеро від місцевих жителів, проте самої Рукви не досягли. Першу інформацію про Рукву опублікував Спік, котрий охарактеризував околиці озера як непрохідне болото.

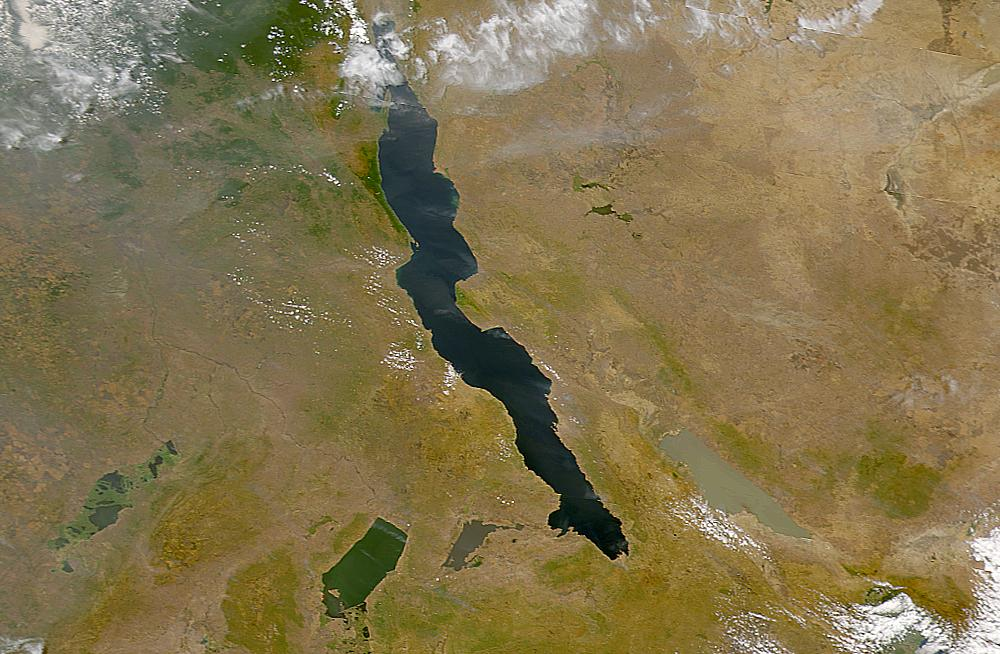
Космічний знімок, Руква — в нижньому правому куті

1871 року до місцевості дібрався Генрі Мортон Стенлі, тут він дізнається про болотисту рівнину, звану Ліква, та Хіква, і робить, висновок, що біля Таньганьїки існує озеро. Однак він помилився із точними координатами та відніс місцезнаходження Рукви на територію, де насправді є озеро Катаві.
Першовідкривачем озера вважається шотландський дослідник Джозеф Дамфрі Томсон (Joseph Dumfries Thomson), котрий досліджував територію між озерами Ньяса і Таньганьїка та 1880 року побачив обриси Рукви, проте берега не досягнув. Згодом виявилося, що та водойма, яку дослідник назвав озером Ліква, насправді є південною частиною Рукви, і було на той час відділеним через сильні випаровування в сезон посухи. Томсон пойменував озеро на честь Бельгійського короля Леопольда II, інші географи звали його Ліква, через це неодноразово виникала плутанина.
1889 року британські дослідники Джонсон і Кер Крос встановили, що озеро Ньяса є значно південніше, і Руква не є його частиною. З середини 1890-х років околиці Рукви стали об'єктом досліджень експедицій британця Л. Уолса, котрий обійшов та проміряв усю берегову лінію озера. 1897 року крайньої північної точки озера досяг німецький капітан Лангхелд, та на місці водної поверхні побачив трав'янисту рівнину, і першим встановив, що в посушливі сезони озеро пересихає. 1898 року район між озерами Малаві і Таньганьїка — в тому числі й Руква — був обстежений англо-німецькою демаркаційною комісією.

## Тваринний та рослинний світ
В озері та болотах навколо нього росте папірусна осока, тростина мавританська, Vossia cuspidata, навколо Рукви розташовані переважно заплавні луки, на котрих ростуть стійкі до високої концентрації солі рослини-галофіти, як то: diplachne fusca, Sporobolus robustus, Sporobolus spicatus; вздовж приток озера переважаючими є акацієві.
Проживають в Рукві понад 60 видів риб, у прибережній зоні поширені пецилієві роду Aplocheilichthys — Aplocheilichthys fuelleborni, цихлові роду Haplochromis, барбуси, африканські чехоні — вид Chelaethiops rukwaensis. Заболочені дельти річок є місцем проживання Oreochromis rukwaensis, тиляпій — місцеве населення здійснює їх промисловий вилов. Скеляста східна частина Рукви є меншзаселеною, тут водяться риби роду Labeo, зокрема Labeo cylindricus. У річці Піті мешкають річкові види риб, такі як amphilius jacksonii, chiloglanis trilobatus, leptoglanis rotundiceps.
Птахи представлені водоплавними видами — водоріз африканський, гуска шипокрила, коровайка, крячок білокрилий,пелікан рожевий.
Також тут мешкають мангуст болотяний, видра плямистошия, аонікс африканський, бегемоти (hippopotamus amphibius).
З комах поблизу Рукви мешкають два види бджіл — африканізована та monticola.